# Bitetto
Bitetto város (közigazgatásilag comune) Olaszország Puglia régiójában, Bari megyében.

## Fekvése
Baritól délnyugatra, a Murgia-fennsíkon fekszik.

## Története
A település első írásos említése (in loco Vitecte) 959-ből származik. A 11. század elején püspöki székhely lett, majd 1089-ben II. Orbán pápa Barihoz csatolta. 1176-ban a monrealei templom birtoka lett. 1349-ben a Nagy Lajos vezette magyar seregek kifosztották nápolyi hadjáratuk során. A trónrakerülő Anjou-házi királyok nemesi birtokká tették. A 19. század elején vált önálló településsé.

## Főbb látnivalói
- San Michele Arcangelo-katedrális - a 14. században épült apúliai román stílusban.